# Большая Кандала
Больша́я Кандала́ — село в Российской Федерации, административный центр Кандалинского сельского поселения Старомайнского района Ульяновской области. 

## География
Большая Кандала расположена на левом берегу реки Кандалка, примерно в 32 километрах (по шоссе) от райцентра, высота центра селения над уровнем моря — 132 м. 

## История
Село Кандала (Большая) основано в 1668 году выходцами из Ломовского уезда (города Верхний и Нижний Ломовы ныне Пензенской области). К небольшой группе из 10 человек стали подселяться переселенцы из разных уездов, так здесь со временем поселились 67 человек из Нижегородского уезда, в частности, 6 человек из деревни Яблочной; из Симбирского уезда — 35 человек, из них 18 — из Арбугинской слободы; из Казанского уезда 18 человек, из них 11 из Тиинска, а также переселенцы из Вязниковского, Суздальского, Костромского уездов и т. д., всего в 168 дворах 369 человек.
В 1698 году в семи верстах от Кандалы было образовано новое селение, которое тоже получило название по реке – Кандала, и чтобы различить эти селения друг друга: старое большое село – Большая Кандала, а новое и малое — Малая Кандала. 
С основанием села здесь была построена деревянная церковь с престолом во имя Архангела Михаила, потому село Кандала (Большая) имело и другое название — Архангельское. 
В 1780 году, при создании Симбирского наместничества, село Архангельское Большая Кандала тож вошло в состав Ставропольского уезда, в котором жило дворцовых крестьян 152, приписанных к Вознесенскому заводу крестьян 460.
В 1795 году в селе Большая Кандала (Архангельское) было 279 дворов и 1654 жителя.
В 1859 году, в селе Кандала (Троицкое) было 344 двора, 2600 жителей, церковь, поташный завод.
В 1875 году в селе открыли земскую общественную одноклассную школу. 
К 1884 году в селе было 623 двора и 3391 житель. В селе было два поташных заведения, 6 ветряных мельниц. 
В 1894 году в селе открыли ещё одну школу — церковно-приходскую. 
В 1895 году в селе была построена новая деревянная церковь — прежняя сгорела от удара молнии. Свято-Троицкая церковь построена на средства прихожан. Церковь двухпрестольная: с главным престолом Живоначальной Святой Троицы, в приделе — Архистратига Божьего Михаила. Церковь холодная, при церкви библиотека. 
По переписи 1897 года, в селе Большая Кандала было 760 дворов, 3785 жителей, земская и церковно-приходская школы, волостное управление, благочинный, заведение военно-конского учета, 12 смолокурен, маслобойка, 9 ветряных мельниц. 
К 1915 году в Большой Кандале было 4622 жителя. 
24 ноября 1923 года, хутор «Грачёвъ» (ныне с. Прибрежное) был передан сельхозартели имени Красина, образованной крестьянами из Большой Кандалы. Но она долго не просуществовала и вскорости была закрыта.
В 1929 году был организован сельскохозяйственная артель (колхоз) «Красный Бор» Большекандалинского сельского Совета с. Большая Кандала Старомайнского района Ульяновского округа Средневолжской области.
В 1950-1957 гг. — колхоз им. Сталина Большекандалинского сельского Совета с. Большая Кандала Малокандалинского района Ульяновской области.
С 1957 года — колхоз «Россия».
С 1965 года — колхоз «Советская Россия» Большекандалинского сельского Совета с. Большая Кандала Старомайнского района Ульяновской области.

## Население
| 1859 | 1889  | 1897  | 1910  | 2010 |
| ---- | ----- | ----- | ----- | ---- |
| 2600 | ↗3673 | ↗3690 | ↗4656 | ↘778 |

| Год  | Численность | Численность |
| ---- | ----------- | ----------- |
| 1859 | 2600        | [ 8 ]       |
| 1889 | 3673        | [ 9 ]       |
| 1897 | 3690        | [ 10 ]      |
| 1910 | 4656        | [ 11 ]      |
| 2010 | 778         | [ 1 ]       |

## Инфраструктура
В селе действуют средняя школа, детский сад, находится полуразрушенная деревянная церковь Троицы Живоначальной 1895 года постройки.

## Достопримечательности
- Памятник воину освободителю, (1979 г.)[15]
- Лесная Жемчужина — ООПТ УО[16].

## Улицы[17]
- Советская
- Ульяновская
- Школьная
- Полевая
- Лесная
- Бутырки
- Петровградская
- Колхозная
- Крупская
- Новой России
- Парк Победы